# Javier Senosiain
Javier Senosiain   (Ciutat de Mèxic, 1948) és un destacat arquitecte mexicà, considerat un dels màxims exponents de l'arquitectura orgànica. Nascut en 1948 a la Ciutat de Mèxic, es va graduar de la Universitat Nacional Autònoma de Mèxic en 1972 i des de llavors s'ha dedicat a la docència, recerca i pràctica professional de l'arquitectura.
L'obra de Senosiain es caracteritza per buscar «l'harmonia entre l'ésser humà i la naturalesa», creant espais orgànics que s'adapten a l'entorn utilitzant intel·ligentment els recursos energètics locals per a generar un menor impacte ambiental. Els seus projectes, que inclouen cases, edificis d'oficines, plantes industrials i construccions turístiques, evoquen formes de la naturalesa a través de l'ús de materials propis de la regió i al·lusions a la tradició artística mexicana.
Senosiain ha publicat els llibres Bioarquitectura (1998) i Arquitectura Orgànica (2008), i al llarg de més de quaranta anys de trajectòria ha desenvolupat 32 projectes arquitectònics al voltant del món. El seu treball ha estat influenciat per arquitectes com ara Frank Lloyd Wright o Antoni Gaudí, i cerca crear espais emotius i agradables que no siguin agressius amb la naturalesa.

## Biografia
Javier Senosiain es va graduar amb menció honorífica de la llavors Escola Nacional d'Arquitectura de la Universitat Nacional Autònoma de Mèxic (UNAM) el 1972. Des de llavors, ha impartit classes de Taller del Disseny i Teoria de l'Arquitectura en la Facultat d'Arquitectura de la UNAM. Entre 1989 i 1991, va ocupar el càrrec de secretari acadèmic d'aquesta facultat. En 2006, la Facultat d'Arquitectura de la UNAM li va atorgar la càtedra Federico Mariscal.
En el camp de la recerca i experimentació, Senosiain ha aprofundit en l'estudi del ferrociment i ha realitzat estructures pneumàtiques per al seu ús com a cintra temporal en l'elaboració de cases.
En la seva pràctica professional, ha desenvolupat una àmplia varietat de projectes i construccions, incloent-hi edificis d'oficines, cases habitació, plantes industrials i projectes turístics.

## Moviment arquitectònic

Octo House. Arquitectura orgànica.

L'arquitectura orgànica és un punt de vista arquitectònic que promou l'harmonia entre l'hàbitat humà i el món natural. Es caracteritza per integrar els edificis i el seu mobiliari amb l'entorn, creant una composició unificada i correlacionada. Aquest estil arquitectònic busca comprendre i integrar-se amb el lloc, els edificis, els mobiliaris i els voltants per a formar part d'una composició harmoniosa. Alguns dels principals exponents de l'arquitectura orgànica són Gustav Stickley, Antoni Gaudí, Frank Lloyd Wright, Louis Sullivan, Bruce Goff, Rudolf Steiner, Bruno Zevi, Hundertwasser, Imre Makovecz i Antón Alberts.
Quant al context històric, l'arquitectura orgànica es deriva del funcionalisme i el racionalisme, i va ser promoguda principalment per arquitectes escandinaus en la dècada de 1930-40, així com per l'arquitecte estatunidenc Frank Lloyd Wright. Aquest moviment arquitectònic accepta moltes premisses del racionalisme, com la planta lliure i la incorporació d'avanços tecnològics, però cerca evitar alguns dels errors d'aquest enfocament i aportar nous valors a l'arquitectura. Destacats arquitectes com Erik Gunnar Asplund a Suècia, Hugo Häring a Alemanya, Alvar Aalto a Finlàndia i Frank Lloyd Wright als Estats Units són considerats com els principals impulsors de l'arquitectura orgànica.

## Arquitectura orgànica per a Javier Senosiain
Per a Senosiain, l'arquitectura orgànica cerca l'harmonia entre l'ésser humà i la naturalesa, creant espais que s'integren de manera fluida amb l'entorn natural. Considera que no s'ha de construir des d'un punt de vista comercial o especulatiu, sinó tenint en compte a l'ésser humà i la seva integració amb l'origen del món. Afirma que un dels principals desafiaments de l'arquitectura moderna és aconseguir espais emotius, agradables i que no siguin agressius amb la naturalesa. Per a aconseguir-ho, utilitza materials propis de cada regió i fa al·lusions a la tradició artística mexicana en els seus dissenys.

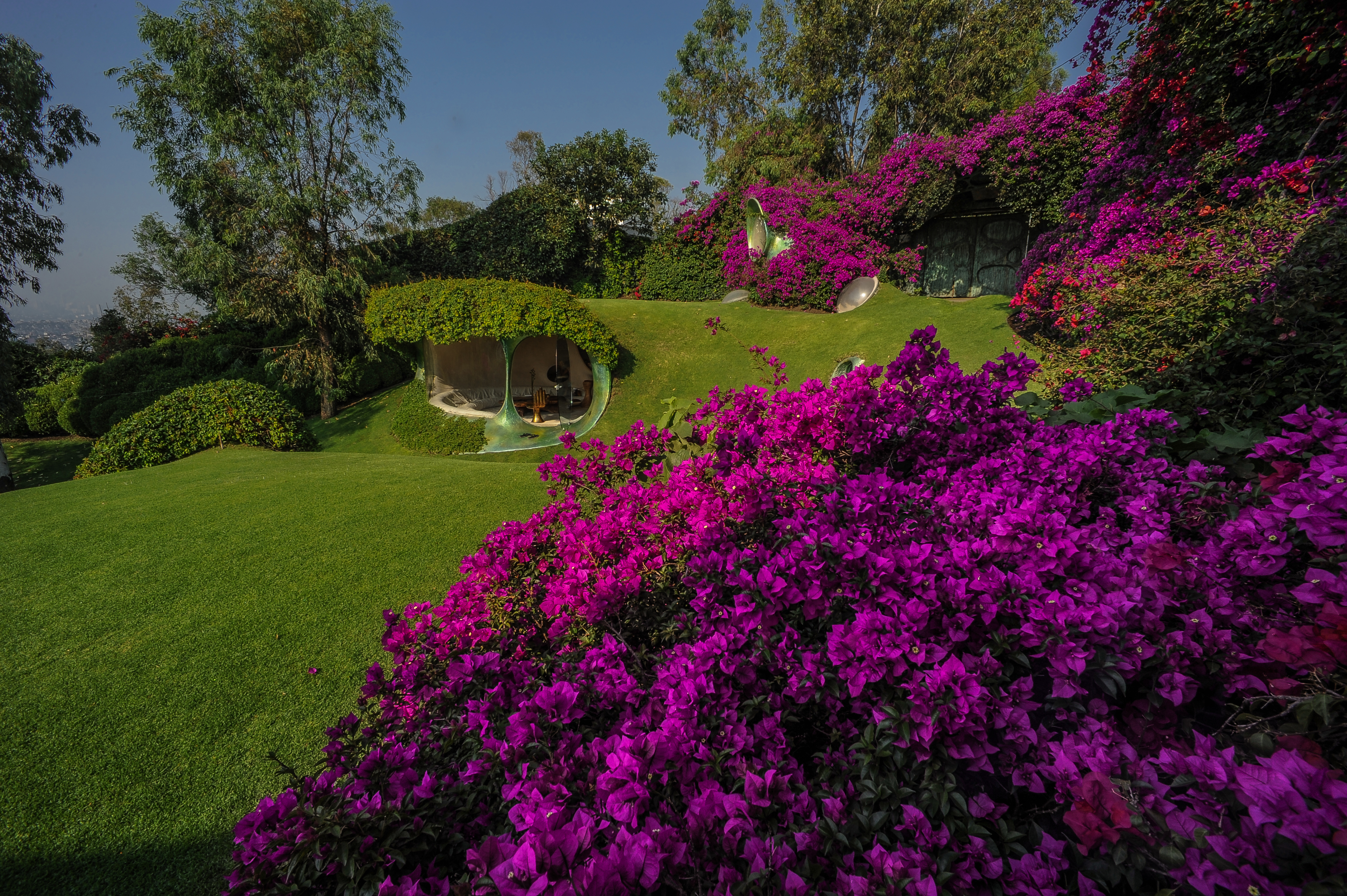
Jardí de la Casa Orgànica

Els seus projectes es caracteritzen per evocar formes orgàniques com a animals, petxines, coves i cascades. A més, incorpora elements com a terrats i façanes verdes per a millorar el clima interior dels edificis. Concep l'arquitectura orgànica com un mitjà per a crear espais que harmonitzin amb la naturalesa, satisfacin les necessitats humanes i generin un menor impacte ambiental, utilitzant per a això materials i formes inspirades en l'entorn.

## Obres destacades

##### El Nido de Quetzalcóatl
Situat en Naucalpan, Estat de Mèxic, és un complex residencial construït sobre una canyada en un terreny accidentat. Presenta una estructura de ferrociment de colors que emergeix i s'integra amb la terra, donant forma a les cases i al cos d'una serp. En el seu interior, les habitacions irregulars amb finestres rodones i sense cantonades s'adapten al terreny, oferint una experiència única.

##### Ballena Mexicana

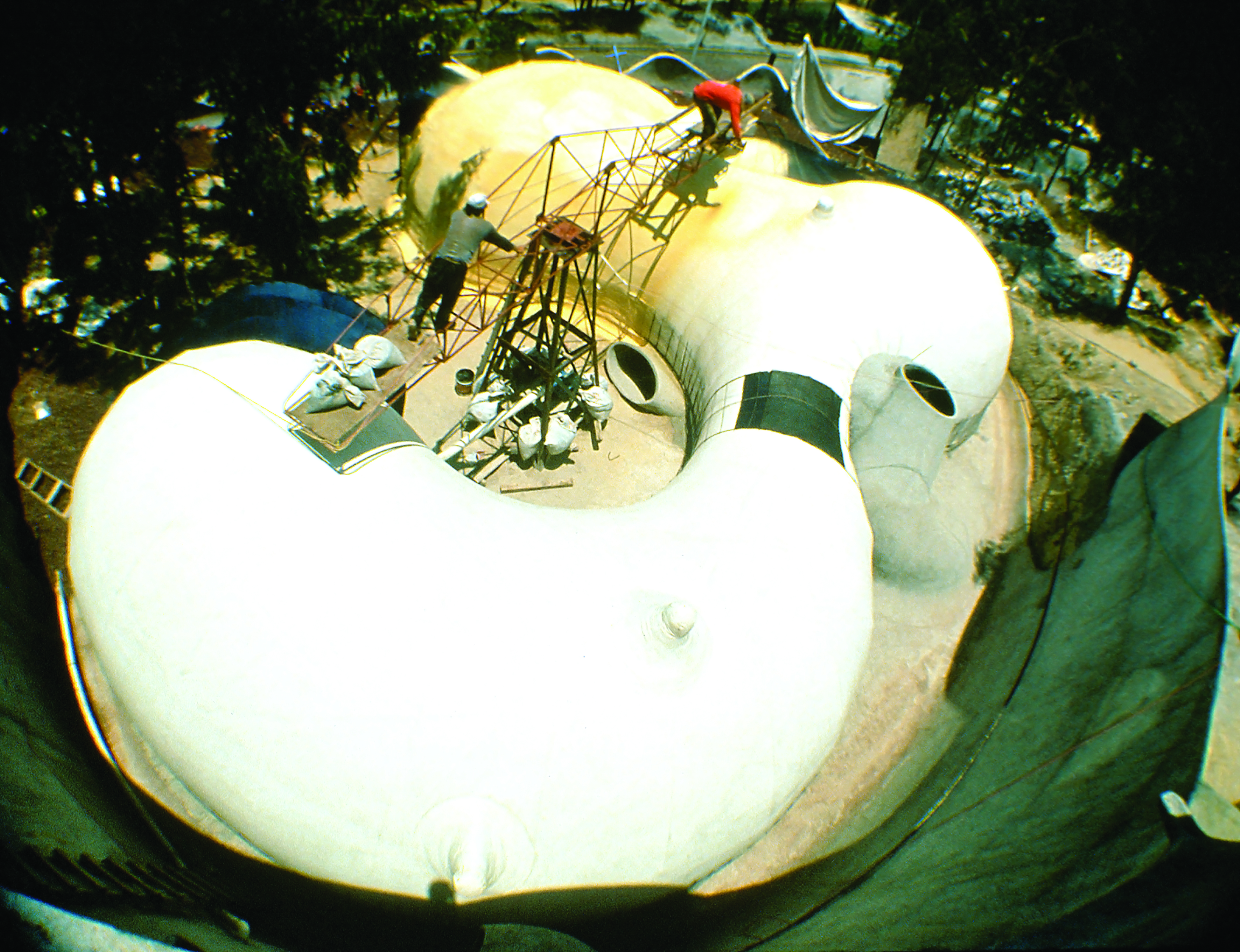
'Ballena Mexicana' en construcció.

Aquesta residència, construïda en 1995 en Naucalpan, destaca per la seva façana orgànica de pedra que recorda la primera etapa de Gaudí. L'estructura es fusiona amb el terreny accidentat i des de les altures, el recobriment que simula mosaics acolorits dona forma a una balena. Els interiors rodons i càlids emulen el ventre matern, creant una sensació d'intimitat.

##### Casa Nautilus
En entrar, es revela una planta espiral seguint les formes geomètriques d'un nautilus. L'interior flueix en un només sentit, marcat per l'espiral, mentre que l'exterior presenta l'aparença completa d'un nautilus. L'estructura interior integra els mobles i les obertures de llum multicolor creen un ambient harmoniós que evoca el fons de la mar.

## Interiors - Oficina Cova
En Santa Fe, Ciutat de Mèxic, es troba una singular cova construïda a l'interior d'un edifici. Concebuda per l'arquitecte i el seu equip, l'estructura va ser erigida utilitzant costelles de fusta, partint d'un disseny inicial plasmat en un tovalló.
En primera estança, l'espai evoca una gruta natural, però la presència de mobiliari d'oficina, com a cadires i escriptoris que emergeixen de les parets i el sostre, així com les finestres perimetrals, revelen la seva naturalesa artificial. Això genera una certa ambigüitat sobre si es tracta d'una escenografia de ciència-ficció, si el mobiliari va ser tallat en pedra i després es va construir l'edifici al seu voltant, o si es van introduir roques en un gratacel de cristall per a crear una caverna.
La realitat és que aquest projecte forma part de l'arquitectura orgànica desenvolupada pel despatx de Senosiain, considerant els espais corbs i naturals són més acollidors i adaptats a l'ésser humà, evitant la monotonia dels dissenys convencionals.
La cova d'oficines va ser concebuda com la seu de les activitats de la signatura, però també va servir com a experiment i projecte d'iniciació per a l'arquitecta Julieta Badillo, qui es va fer càrrec del mateix poc després d'incorporar-se al despatx de Senosiain.

##### El naixement d'una cova
La cova d'oficines dissenyada per Senosiain i construïda per Badillo i el seu equip, es caracteritza per utilitzar fusta com a material principal tant per a l'estructura com per al recobriment. El procés va començar amb el disseny de 2.842 peces que formen l'esquelet de la cova, unides amb caragols per a crear una estructura principal que s'assembla a les vèrtebres d'un animal, permetent la formació d'arcs que es combinen amb la volta i la cúpula per a crear un túnel.
L'estructura principal se sosté per si sola, sense necessitat de murs, columnes ni sostre, i pes només 10 quilos per metre quadrat, molt menys del requerit inicialment. El mobiliari també va ser dissenyat utilitzant el mateix sistema, creant la il·lusió que els escriptoris van ser tallats directament en la cova.
La part més complexa del procés va ser folrar l'estructura amb fusta, la qual cosa va requerir trobar un material prou flexible per a mostrar les corbes originals de les costelles i donar l'aparença d'una caverna real. Es va utilitzar triplay de tres mil·límetres, que es va cobrir tot com si es tractés d'un pis laminat, i després es va acabar amb xapa d'arrel de maple per a donar l'aparença rocosa.
Després de dos anys de treball minuciós, el procés de folrat es va completar, aconseguint un avanç del 90% en l'obra. No obstant això, un obstacle va sorgir quan l'empresa encarregada de dissenyar i comprar el pis va estafar al despatx, la qual cosa va portar a l'arquitecta i el seu equip a aprendre a fer el pis ells mateixos.

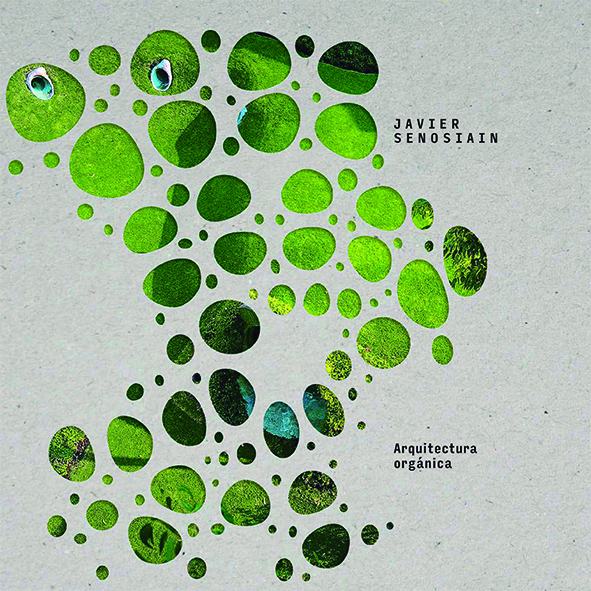
'Arquitectura Orgánica' 2017.

Finalment, l'obra es va acabar al desembre de fa dos anys i va començar a ser ocupada en 2023.

## Interiors - Casa Orgànica

##### Concepte
La Casa Orgànica és una proposta arquitectònica que busca crear un espai adaptat a les necessitats ambientals, físiques i psicològiques de l'ésser humà, tenint en compte el seu origen en la naturalesa i els seus antecedents històrics. L'objectiu principal és generar espais acollidors i continus que segueixin el ritme natural dels moviments de l'home.

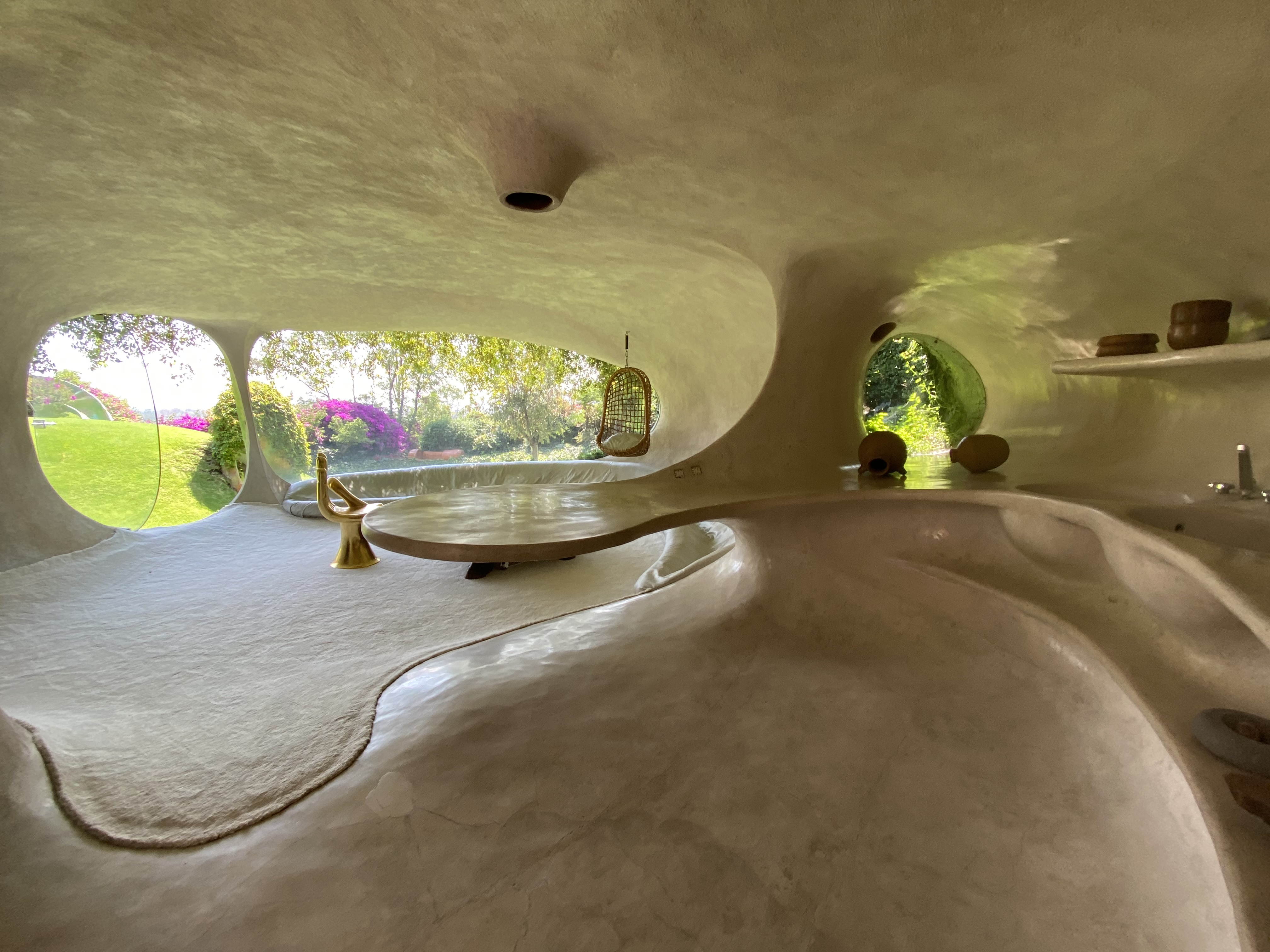
Casa Orgànica. Estança menjador.

La idea de la Casa Orgànica es basa en la cerca d'espais semblants al claustre matern, als refugis dels animals i als espais acollidors adoptats per l'home en un principi, com les cavernes i els iglús. Es pretén crear un espai còncau, com els braços d'una mare que arrauleixen al seu fill, que sigui alliberador de llums i formes canviants.
La proposta de la casa es basa en els requeriments de les funcions elementals dels éssers humans: un espai per a conviure, amb estada, menjador i cuina, i un altre per a dormir, amb vestidor i bany. El sòl de la casa està cobert per una catifa de color sorra, amb la idea d'identificar l'estatge amb la terra. Aquest mateix color se li va donar als murs i al sostre a fi d'aconseguir una continuïtat cromàtica.

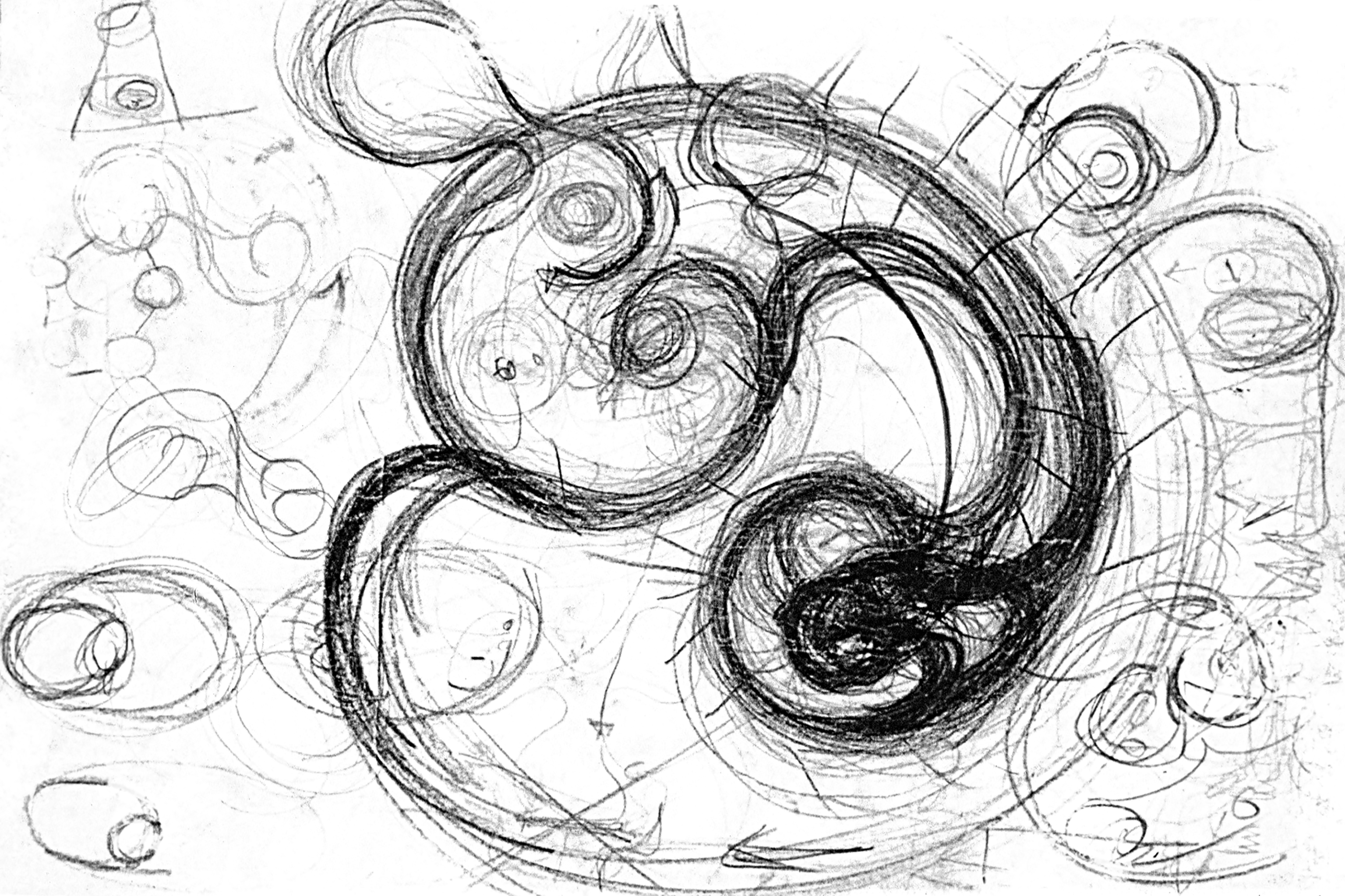
Croquis de la Casa Orgànica.

A l'interior de l'estatge s'accedeix baixant pel caragol que condueix al túnel; es va pretendre donar la sensació d'entrar a la terra, d'aquí a l'espai d'estar, menjar i cuinar o, al més allunyat, que és l'àrea de dormir.

##### Disseny
La Casa Orgànica, dissenyada originalment amb una sola recambra, va experimentar una expansió necessària per a adaptar-se a les creixents necessitats de la família. La remodelació es va realitzar connectant la nova àrea a la part mitjana del túnel original, la qual cosa va generar un disseny exterior que els treballadors van començar a denominar "el tauró" degut a la seva forma peculiar. Finalment, es va decidir agregar una aleta exterior per a completar el disseny.
Dins de la casa, el mobiliari va ser dissenyat i creat a la mesura per a integrar-se perfectament en l'espai i respectar la fluïdesa que es buscava. Això va permetre mantenir la sensació de continuïtat i connexió amb el disseny original de la casa.

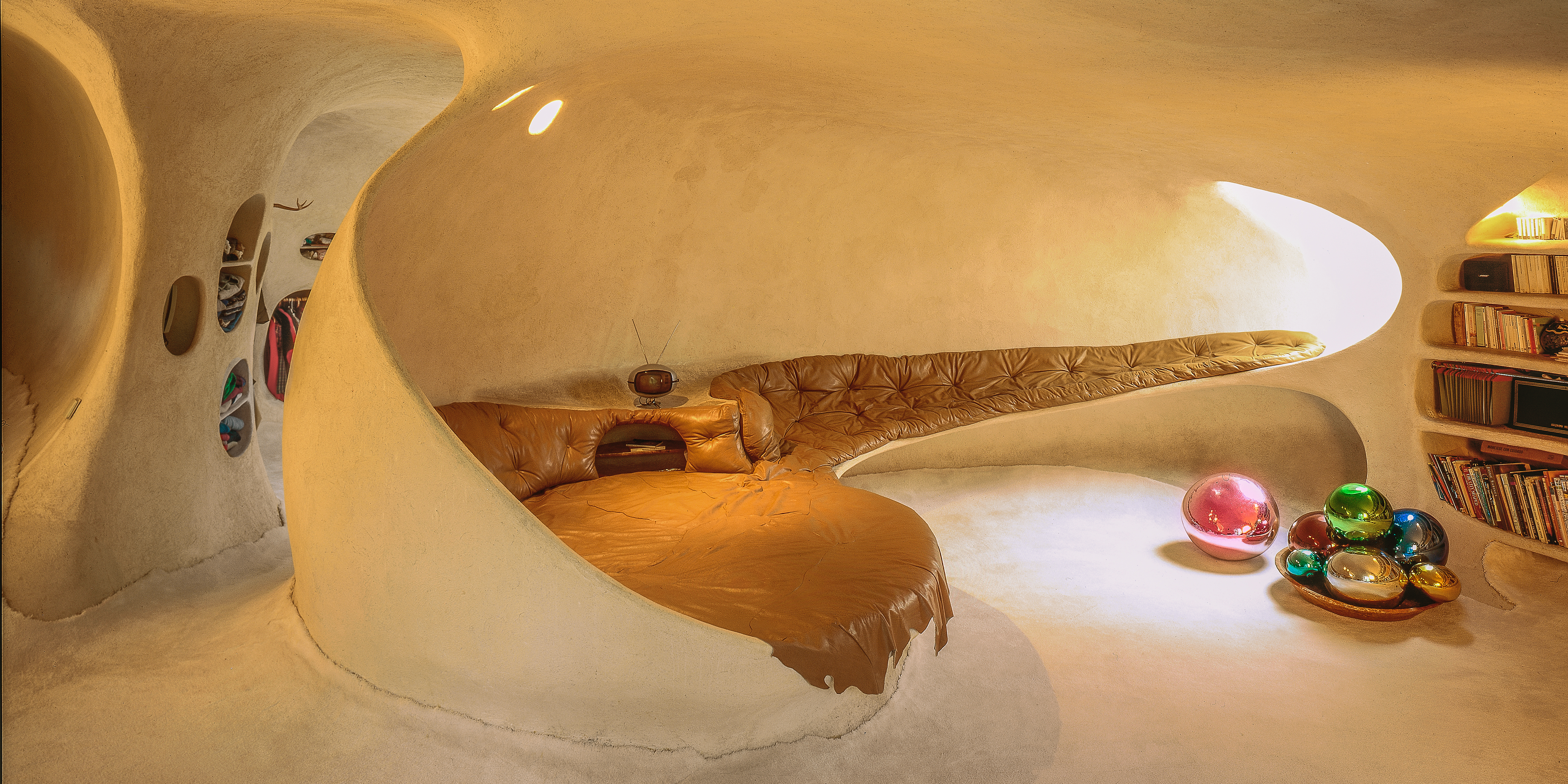
Casa Orgànica. Estança principal amb mobiliari.

En resum, la Casa Orgànica va experimentar un creixement i remodelació que es va adaptar a les necessitats de la família, mantenint el seu disseny original i respectant la fluïdesa en l'espai interior.

##### Construcció
Per al procés de construcció de la Casa Orgànica, es va optar per utilitzar ferrociment com a material principal a causa de la seva moldeabilitat i resistència, característiques fonamentals per al disseny de l'habitatge. El ferrociment, precursor del concret armat i durant molt de temps subestimat, oferia la possibilitat de crear una estructura monolítica, resistent, emmotllable i elàstica.
El procés de construcció va començar amb la col·locació de l'armat de ferrociment sobre una plantilla que s'assemblava a una pista per a patinets, formant l'envolupant amb un esquelet metàl·lic on les varetes es van disposar en anells, ajustant la seva altura segons l'espai requerit. Posteriorment, les varetes es van enrotllar en espiral i es van fixar dues malles de galliner trenades entre si per a rebre el concret projectat.

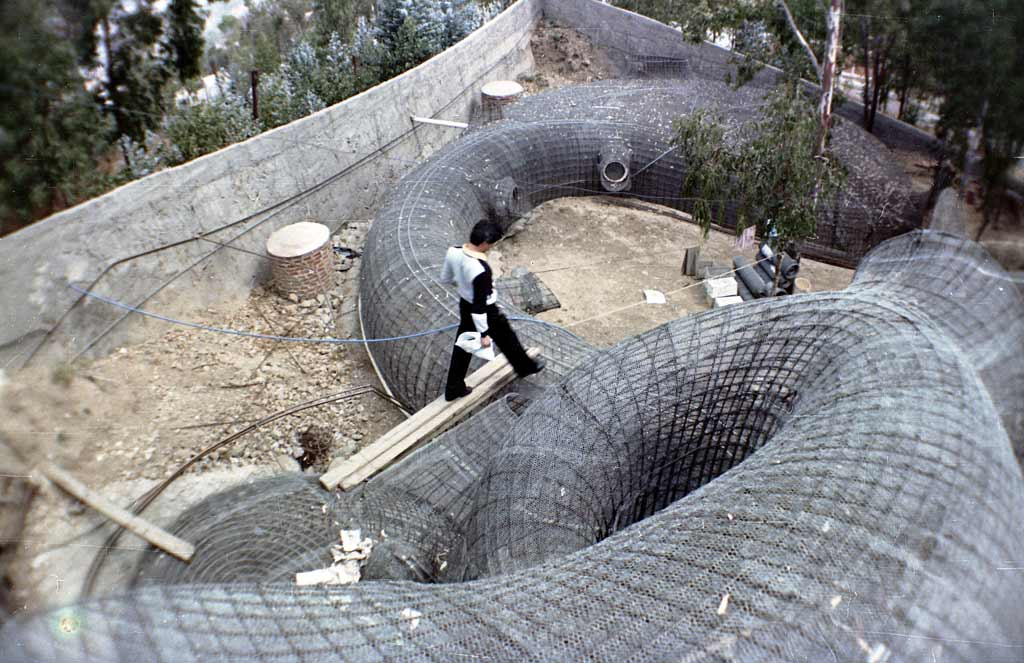
Armat de l'estructura metàl·lica del ferrociment.

El concret, llançat com a morter a través d'una mànega flexible mitjançant aire a pressió, es va projectar pneumàticament sobre la malla. La força del doll va compactar el material, augmentant la seva resistència en un 30%, aconseguint una closca d'aproximadament 4 cm de gruix, resistent, impermeable i de fàcil construcció. Per a finalitzar, es va aplicar una capa de ¾ de polzada de poliuretà esparcit com a aïllant i impermeabilitzant en la coberta.
Una vegada completada l'estructura principal, es va procedir a cobrir l'habitatge amb terra fèrtil per a permetre que el jardí creixés sobre ella. Es va establir una capa de terra d'entre 20 cm i 25 cm de gruix per a controlar el creixement de la pastura i reduir els costos de manteniment del jardí. Aquesta capa de terra contribueix a regular la temperatura al voltant de la casa, mantenint-la més càlida a l'hivern i més fresca a l'estiu.

##### Interior i exterior
L'accés a la Casa Orgànica es realitza baixant per un caragol que condueix al túnel, donant la sensació d'entrar a la terra. Una vegada dins, s'arriba a l'espai d'estar, menjador i cuina, sent l'àrea de dormir la més allunyada.

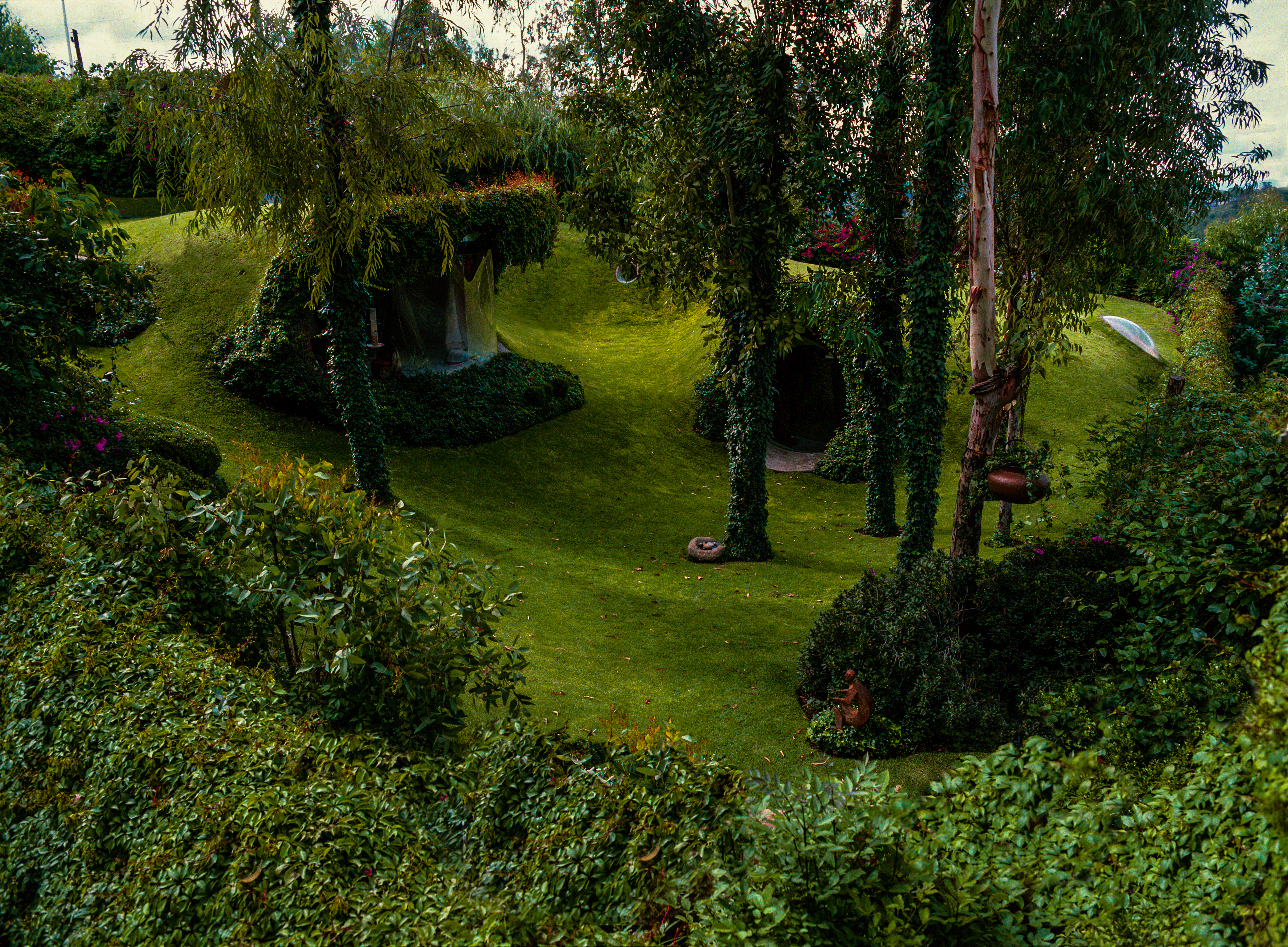
Casa Orgànica. Jardí.

En l'espai d'estar, una finestra corba augmenta la perspectiva visual i compta amb un copete, similar a les pestanyes dels ulls, que serveix per a protegir del sol, pols, vent i pluja. Les finestres es van orientar cap a les millors vistes, buscant el sud per a aprofitar la llum solar a l'hivern.
En tenir formes lliures i estar enterrada, la casa ofereix poca resistència al vent, convertint-se en un refugi antisísmic. Caminar sobre el jardí és caminar sobre el sostre de la casa sense adonar-se. Des de l'exterior, només s'observen pastura, arbustos, arbres i flors, els quals, al transpirar i evaporar-se, produeixen oxigen, rebutgen la contaminació i filtren la pols i diòxid de carboni, creant un microclima.
A l'interior de la casa, la temperatura es manté entre 18 i 22 graus centígrads, amb una humitat relativa entre 40 i 60% durant tot l'any. Això es deu al fet que la terra i el sol treballen junts per a mantenir una temperatura estable, on la terra abriga mentre el sol il·lumina i escalfa, ajudant a prevenir trastorns i malalties respiratòries.

## Llibres
- "BioArquitectura, En busca de un Espacio", Javier Senosiain, Mèxic, Editorial: Noriega.
- "Arquitectura Orgánica de Senosiain", Javier Senosiain. Editorial: AM Editores.
- "Arquitectura Orgánica" Javier Senosiain, Editorial: Arquine.
- "Memorias de la Exposición en el Museo Nacional de Arquitectura" Javier Senosiain Arquitectura Orgànica. Editorial: AM Editores.
- "Arquitectura de raíces, naturaleza e identidad" Càtedra extraordinària Federico E. Mariscal. Javier Senosiain. UNAM, Facultat d'arquitectura.